# Le Fossat

Le Fossat este o comună în departamentul Ariège din sudul Franței. În 1 ianuarie 2022 avea o populație de 1.061 de locuitori.